# Аполлон тенедий
Аполлон тенедий или парусник тенедий или парусник восточносибирский, или аполлон восточно-сибирский (Parnassius tenedius) — дневная бабочка семейства Парусники (Papilionidae).

## Описание
Размах крыльев самцов 36—58 мм, самок 43—60 мм. Длина переднего крыла 20—32 мм. Основной фон крыльев молочно-белый. На крыльях имеется два черных пятна в центральной ячейке, ряд отчетливых прикраевых чёрных пятен треугольной или стреловидной формы. Краевая область передних крыльев полупрозрачная, у самок полупрозрачной становится также прикраевая и отчасти дискальная область передних крыльев, а на задних крыльях появляется темные краевые пятна. Передние и задние крылья в дискальной области имеют различное количество (не более 2 мелких — у самцов, большее количество более крупных — у самок) пятен красного цвета в черных ободках, которые, вытянуты вдоль жилок крыльев. Самки несколько крупнее самцов, и более тёмно окрашены за счет гораздо более выраженного тёмного рисунка на крылья.

## Ареал
Распространен в Российской Федерации (республики Алтай, Тува, Бурятия, Якутия, Читинская, Амурская, Иркутская, Магаданская области, Хабаровский, Красноярский края), а также в Монголии, северо-западном Китае, в Казахстане.

## Биология
Развивается в одном поколении. По наблюдениям в Восточной Сибири при холодной весне может отложить появление бабочек до следующего года. Лёт бабочек с конца мая (северная часть ареала) до конца июля. Встречается редко и локально.
Бабочки более активны только в солнечную погоду. Самки нередко сидят в траве, а будучи напуганными — резко взлетают и перелетают на расстояния до 100 метров. Бабочки летают медленно, часто планируют, присаживаясь на различные цветущие растения. Посещают крупные цветки растений.
Яйцо белое, блестящее, с тонкой скульптурой поверхности. Самка откладывает их на кормовые растения гусениц или возле них. Гусеница появляется из яйца через 7—10 дней. Гусеница темно-коричневая с тремя рядами бледно-оранжевых пятен — вдоль спины и на каждом боку. Кормовое растение гусениц — хохлатка сибирская (Corydalis sibirica). Гусеницы окукливаются в середине лета, в отличие от большинства других видов аполлонов зимует куколка.